# Frank Martin Lenski
Frank Martin Lenski (* 13. Dezember 1961 in Gladbeck) ist Vizeadmiral der Marine der Bundeswehr und Stellvertreter des Inspekteurs der Marine und Befehlshaber der Flotte und Unterstützungskräfte.

## Militärische Laufbahn
Lenski trat 1981 in die Bundesmarine ein und wurde mit der Crew VII/83 an der Marineschule Mürwik zum Marineoffizier ausgebildet. Von 1984 bis 1989 studierte er an der Universität der Bundeswehr München Luft- und Raumfahrttechnik. Nach dem Abschluss als Diplom-Ingenieur wurde er 1989 bei Westland Aircraft in Yeovil (England) zum Luftfahrzeugtechnischen Offizier und Prüfoffizier für die Sea Lynx MK 88 ausgebildet. 1989–1994 war er im Marinefliegergeschwader 3 „Graf Zeppelin“ in Nordholz als Luftfahrzeugtechnischer Offizier, Offizier für Borddienst und Sicherheit sowie als Nachprüfer (luftfahrzeugtechnisches Prüfpersonal) eingesetzt. Von 1994 bis 1996 war er Staffelchef der Technischen Staffel Sea Lynx MK 88.

### Dienst als Stabsoffizier
Von 1996 bis 1998 absolvierte Lenski den 38. Admiralstabslehrgang an der Führungsakademie der Bundeswehr in Hamburg. Anschließend wurde er von 1998 bis 2001 als Einsatzoffizier und stellvertretender Kommandeur der Technischen Gruppe wieder beim Marinefliegergeschwader 3 eingesetzt. Von 2001 bis 2003 wurde Lenski als Referent und stellvertretender Referatsleiter VI 6 Planungskontrolle im Führungsstab der Streitkräfte im Bundesministerium der Verteidigung in Bonn eingesetzt. 2003 wurde er Kommandeur der Technischen Gruppe des Marinefliegergeschwaders 3. Lenski war 2006/07 Gruppenleiter Koordination, Ressourcen, Management im Marineamt in Rostock. Von 2007 bis 2010 war er Chef des Stabes des Marineamtes. Darauf folgte von 2010 bis 2012 eine Verwendung als Referatsleiter III 4 Konzeption, Planung, Führung in der Stabsabteilung III des Führungsstabes der Marine in Bonn. Danach folgte eine ministerielle Verwendung in Bonn als Referatsleiter Planung III 1 Grundsatz Integrierter Planungsprozess.

### Dienst als Flaggoffizier
2013/14 diente Lenski als Abteilungsleiter Planung im Kommando Streitkräftebasis in Bonn. Im September 2014 übernahm er das Kommando über das Marineunterstützungskommando in Wilhelmshaven. Er übergab es am 31. Januar 2017 an Lars Holm und übernahm von Karl-Wilhelm Ohlms als Abteilungsleiter Einsatzunterstützung im Marinekommando. Am 29. September 2020 übernahm er von Konteradmiral Karsten Schneider den Dienstposten als Chef des Stabes im Marinekommando in Rostock. Am 11. März 2022 wurde er als Nachfolger von Vizeadmiral Jan Christian Kaack Stellvertreter des Inspekteurs der Marine und Befehlshaber der Flotte und Unterstützungskräfte.

## Privates
Lenski ist verheiratet und hat zwei Kinder. Er lebt mit seiner Familie in Otterndorf.